# Ericka Johnson
Ericka Sue Johnson, född 1973 i St. Paul, Minnesota, är en samhällsvetenskaplig forskare och professor, verksam vid Tema Genus vid Linköpings universitet.
Johnson disputerade i Teknik och social förändring vid Linköpings universitet 2004, på en avhandling om medicinska simulatorer i läkarutbildningar. Hon var verksam som sociolog under perioden 2007-2010 vid Göteborgs universitet där hon också utnämndes till docent. Under perioden 2011-2018 var Johnson verksam som forskare vid Tema Teknik och social förändring, Linköpings universitet och utnämndes 2019 till professor i genus och samhälle vid Tema Genus. Hon har även varit gästforskare vid IAS-STS i Graz, Österrike, i Singapore samt vid Swedish Collegium for Advanced Study (SCAS) i Uppsala. 2013-2019 var hon ledamot i Sveriges unga akademi där hon aktivt drev forskningspolitiska frågor inom bland annat open access-publicering.
Johnson har under sin karriär varit mycket influerad av och vidareutvecklat teoribildningar i gränslandet mellan STS-fältet, feministiska vetenskapsstudier och medicinsk sociologi. Hennes forskning fokuserar på samspelet mellan medicinsk kunskap, teknologi, identitet och kroppen. En viktig utgångspunkt är att normer och idéer i sig själva påverkar olika medicinska teknologier. I förlängningen påverkar detta också hur vi betraktar oss själva. Förutom avhandlingen Situating Simulators: The integration of simulations in medical practice har även böckerna Glocal Pharma   och Gendering Drugs  rönt uppmärksamhet. På senare tid har hennes forskning om prostatan och  mäns upplevelser av prostatabesvär uppmärksammats 